# Jugendclub C29

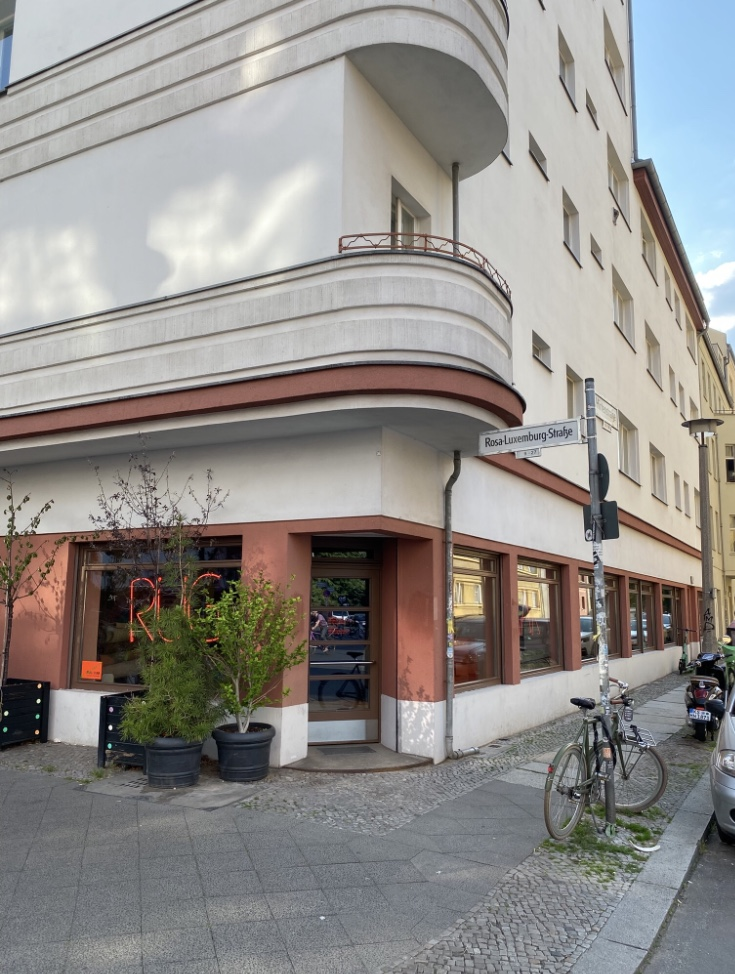
Jugendclub C29

Der Jugendklub C29 (Rosa-Luxemburg-Straße 27) war ein staatlicher Klub im damaligen Ost-Berliner Stadtbezirk Mitte. Er war ein wichtiger Teil der Klubszene der 1980er Jahre. Der Klub befand sich im Parterre eines großen Wohnhauses am Rosa-Luxemburg-Platz, das Teil eines denkmalgeschützten Bauensembles ist. Es wurde 1928/1929 nach Plänen des Architekten Hans Poelzig errichtet und ist ein Werk der Neuen Sachlichkeit.

## Geschichte
Der C29 wurde als Wohngebietsklub 1980 geöffnet und vom Kreiskulturhaus Mitte verwaltet.
Die Schreibweise von ‚Klub‘ mit ‚K‘ entspricht den Vorgaben der DDR-Kulturpolitik, es galt, jedwede Form von Anglizismen zu unterbinden. Eigenartigerweise wurde das Kürzel C29 auch bei Druckveröffentlichungen nie moniert. Offiziell hieß er Jugendklub der FDJ „Konrad Wolf“.
Erste hauptamtliche Leiter des Klubs waren Christina Tina Wiese und Christian Dietzel.
Als Wohngebietsklub war er Treffpunkt für Jugendliche des Kiezes. Es wurden Malzirkel, Theaterproben und Spieleabende angeboten. Regelmäßig fanden auch Konzerte von Liedermachern, Kleinkunstdarbietungen, Lesungen, Vorträge und Konzerte statt. Ausstellungen zeigten Malerei und Fotografien.
Im Frühjahr 1983 fand eine Einstufung verschiedener Kleinkünstler statt, unter anderem stellte sich auch Aljoscha Rompe der Kommission als Liedermacher vor. Er stellte ein Solo-Programm mit eigenen Texten vor und begleitend zeigte er selbstgedrehte 16-mm-Filme, selbstgedrehte Filmaufnahmen von erfolglosen Surfern auf der Ostsee und den Boddengwässern um Rügen und Hiddensee. Rompe trat als Feeling Berlin auf und erhielt eine Auftrittsgenehmigung mit dem Prädikat Mittelstufe. Wenig später nannte er sein Projekt um in Feeling B, da es bereits eine andere Kapelle mit dem Namen Feeling Berlin gab.
Noch 1983 erweiterte Rompe seine Band mit den Musikern Alexander Kriening, „Flake“ Christian Lorenz und Heiko „Paul“ Hiersche (später: Paul Landers) und gemeinsam machten sie eine Bandeinstufung als Feeling B im Kulturhaus Karlshorst.
Tina Wiese beendete 1983 ihre Tätigkeit und siedelte mit einem Ausreiseantrag 1983 nach West-Berlin aus. Christian Dietzel war bis 1985 Chef des C29, wechselte dann als Leiter zum Club Schaufenster in der Chausseestraße. Lars Bieback arbeitete im C29 von 1984 bis zu seiner Ausreise im Februar 1985.
Gemeinsam mit anderen Jugendklubs des Stadtbezirks Mitte (Jugendklub Wilhelm-Pieck-Straße 153, Klub im Kino International, Jugendklub Wallstraße) wurden auch größere Veranstaltungen wie Folkel 1–3, JAZZTOPF im Ahornblatt Fischerinsel und mehrere Konzerte gemeinschaftlich mit dem gegenüberliegenden Kino Babylon organisiert.
Ab 1. März 1985 übernahm Torsten Hochmuth (ab 1988 verheiratet als Torsten Modrow) die Leitung des Jugendklubs.
Im Oktober 1987 erhielt der C29 den Ehrennamen „Konrad Wolf“. Die Verleihung erfolgte durch die Akademie der Künste, vertreten durch das Konrad-Wolf-Archiv. An der Verleihung nahm Generaloberst Markus Wolf teil. Der Jugendklub wurde weiterhin als Club 29 kommuniziert. Für die Organisation heikler politkritischer Veranstaltungen war die Verbindung zur Familie Wolf außerordentlich nützlich.

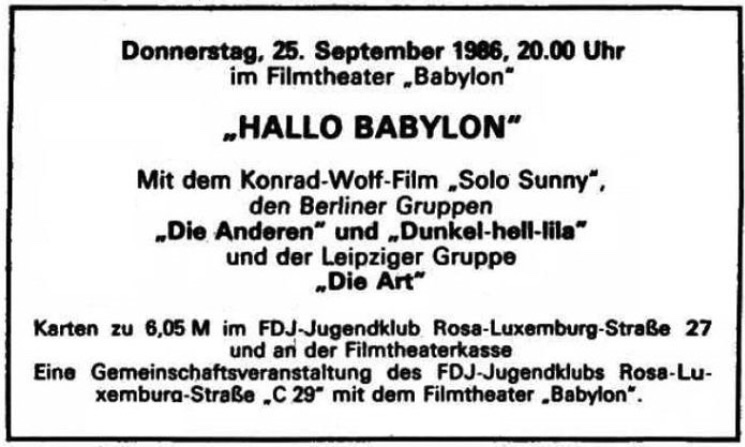
„Hallo Babylon“ – Anzeige in der Berliner Zeitung, 18. September 1986

## Ab 1987 – Die neuen Bands
Eine Besonderheit des Klubs ist seine Ecklage mit neun großen tiefen Schaufenstern, die allerdings keine Flügel oder andere Lüftungsmöglichkeiten hatten. Allein durch das Öffnen von Eingangstür und der hinteren Notausgangstür konnte der Raum mit Frischluft versorgt werden. Im Keller stand eine große Kohleheizung, die die Öfen im ca. 80 m² großen Raum mit Wärme versorgte.
Torsten Hochmuth erreichte bei seinem Vorgesetzten, Kreiskulturhausleiter Dietmar Hendel, einen Heizer einzustellen. Reiner Morgenroth, ein Musiker aus der jungen Szene von Die anderen Bands, wurde Hausmeister und der Heizungskeller somit ab 1987 zu Proberaum und Gründungsstätte für zahlreiche neue Kapellen. Diese spielten auch regelmäßig im Klub Konzerte.
Da sich der Klub im Erdgeschoss eines großen Wohnhauses befand, wurden bis 1986 keine lautstarken Konzerte veranstaltet. Das änderte sich unter Modrows Leitung und die „Kellerbands“ traten nun zu Abendveranstaltungen auf.
Max Baum alias „Schandmaul“ (u. a. Sänger der Band Tausend Tonnen Obst) schreibt: „[…] die Uhren schienen hier anders zu ticken […] dort im Keller konnte man endlich frei und unrhythmisch atmen. Hier tobte der Beat, wie man so sagte. Es wurde geradeaus gespielt, schnörkellos und unverziert. Und es klang wunderbar ehrlich, krumm und schief. Der Club 29 war eine Enklave, ein Mikrokosmos im Märchenland […]“
Torsten Hochmuth und Sybille Hirsch wechselten 1988 als Leiter in den neueröffneten Jugendklub JO-JO, Wilhelm-Pieck-Straße 216, und einige aus der Kellerszene zogen mit.
Weitere Mitarbeiter des C29 waren Stefan Grey (später im Knaack-Klub), Steffen Heinrich und Reiner Morgenroth arbeiteten noch bis zur Schließung 1992 im C29.

## Veranstaltungen
- 1982-1984 – Folkel 1-3 (im Babylon und Ahornblatt)
- 1984 – JAZZTOPF im Ahornblatt  (mit [[Jugendklub Wilhelm-Pieck-Str. 153]])
- 1986 – die anderen, Die Art, Dunkel-hell-lila, Solo Sunny (DEFA-Film)

Konzerte im C29 (Auswahl)
- Feeling B
- Tina has never had a Teddybear
- Die 3 von der Tankstelle
- 9 Tage alt
- Noah
- This Pop Generation
- Herr Blum
- Tausend Tonnen Obst
- die anderen

## Bands im Probekeller
Jazz oder Nie
- Dirk Homuth (Gitarre)
- Kathrin Schröder (Bass)
- Alex Hirche (Schlagzeug)

Bobo – erste Band
- Christiane „Bobo“ Hebold (Gesang)
- Bassa (Bass)
- Reiner Morgenroth (Schlagzeug)
- DAFty Karsten Richter (Gitarre)

Cold Step
- Jan Maria Meißner (Gesang)
- Vico Wildanger (Gitarre)
- Katrin Schröder (Bass)
- Reiner Morgenroth (Schlagzeug)
- Rainer Lorenz (Saxofon)
- Ralf Lepsch (Saxofon)

Tina has never had a Teddybear
- Vico Wildanger (Gesang, Gitarre)
- Ralf Steinit (Gesang, Bass)
- Alexander Hirche (Schlagzeug)
- Rainer Lorenz (Saxophon)
- Die widerwärtigen 3 (bzw. 4) – Backgroundchor: Niki Landers, Christiane „Bobo“ Hebold, Karoline Bofinger, Franky Noack

Bloody Christmas
- Ralf Steinit (Bass, Gesang)
- Vico Wildanger (Gitarre, Gesang)
- Alexander Hirche (Schlagzeug)

Die 3 von der Tankstelle
- Ralf Steinit (Bass, Gesang)
- Karsten DAFty Richter (Gitarre, Gesang)
- Alex Hirche (Schlagzeug)
- Anja Schiebold (Saxophon)
- Rainer Lorenz (Saxophon)
- und Die widerwärtigen 4 – Vico Wildanger, Karoline Bofinger, Niki Landers, Frank Noack
- sowie Die unschlagbaren 2 – Anja Schiebold (Saxophon), Rainer Lorenz (Saxophon)

Tausend Tonnen Obst
- Max Baum „Schandmaul“ (Gesang)
- Kurt Schimmelpfennig (Gitarre)
- Kay Lutter (Bass)
- Reiner Morgenroth (Schlagzeug)

die anderen
- Olaf Tost „Toster“ (Gesang, Gitarre)
- DAFty Karsten Richter (Gitarre, Gesang)
- Martin Rauer (Bass)
- Ralf Lepsch (Saxophon)
- Jens Jaye Muller (Schlagzeug)
- Dirk „Scholle“ Schulz (Schlagzeug)

Flat Cat Drive A Jet
- Jens Jaye Müller (Gesang, Gitarre)
- Vico Wildanger (Schlagzeug)
- Ralf Steinit (Keyboard)
- DAFty Karsten Richter (Bass)